# Ranil
Raúl Llerena Vásquez (Iquitos, 1935-Iquitos, 24 de abril de 2020), más conocido como Ranil, fue un cantante y periodista peruano en el Barrio de Belén. Es una de las figuras musicales más importantes en la cultura musical de Iquitos, principalmente por entregar un estilo más psicodélico a la cumbia amazónica. Ranil ha tenido gran presencia en la idiosincrasia del Barrio de Belén debido a que está considerado «uno de los iconos de varias oleadas musicales, políticas, sociales y culturales». En su carrera musical, fue director de Ranil y su Conjunto Musical.

## Carrera
Ranil tiene un catálogo musical muy amplio, llegando a grabar más de 480 temas en los antiguos discos de 45 revoluciones y LP de larga duración. Empezó tocando música criolla con Los Paisanos, y grabó una veintena de discos con la banda
La producción musical inició en 1962 en la discográfica Smith. mediante el cual grababa música criolla de su sutoria entre ellas La Contamanina mediante el cual Tania Libertad surgió a la fama, Paisaje, Nilsa, Carmelita, India, Lágrimas de un hijo, Limeña, madrecita mia, madrugador, muchas cosas están diciendo de mi, muy solo, ojos achinaditos, paisaje entre otros, Paricipo como integrante de grupo Los Silvers de Iquitos, y al tener su propia discográfica, Producciones Llerena, formó su propio grupo musical llamado Ranil y su Conjunto Tropical, RANIL proviene de dos nombres RA de RAUL y NIL de NILSA su esposa, RANIL
En 2010, Ranil fue protagonista del documental Our Man in Iquitos dirigida por David Teague que trata sobre el movimiento de la cumbia amazónica en Iquitos y su mayor exponente.

## Estilo musical
Según Francisco Bardales, el estilo musical de Ranil está identificado como un «remix intenso» entre música occidental, sonido andino, base rítmica caribeña, sabor funky y sesiones de guitarra de psicodelia y surf rock. estuvo además a cargo de la conducción y dirección del Grupo Kasio de Iquitos una banda de Rock que grabó un único 45RPM, El hielo de tu piel,

## Fallecimiento
Renil falleció el 24 de abril de 2020, debido a un paro cardiaco, en su residencia en Iquitos.